# Podgornoje (Kaliningrad, Neman)
Podgornoje (russisch Подгорное), zunächst Podgorny, (deutsch Titschken, 1938 bis 1945 Tischken, litauisch Tičkai) ist ein Ort in der russischen Oblast Kaliningrad und gehört zur kommunalen Selbstverwaltungseinheit Stadtkreis Neman im Rajon Neman.

## Geographische Lage
Podgornoje liegt acht Kilometer südöstlich der Kreisstadt Neman (Ragnit) östlich der Regionalstraße 27A-033 (ex A198) an der Kommunalstraße 27K-376. Die nächste Bahnstation war Krasnoje Selo (Klapaten/Angerwiese) an der nicht mehr im Personenverkehr betriebenen Bahnstrecke Tilsit–Stallupönen (russisch: Sowetsk–Nesterow).

## Geschichte
Das seinerzeit Titschken genannte Dorf bestand bis 1945 aus verstreuten großen und kleinen Höfen. Am 15. April 1874 wurde der Ort Sitz und damit namensgebend für einen neu errichteten Amtsbezirk, der – am 18. April 1939 in „Amtsbezirk Tischken“ umbenannt – bis 1945 bestand und bis 1922 zum Kreis Ragnit, danach zum Landkreis Tilsit-Ragnit im Regierungsbezirk Gumbinnen der preußischen Provinz Ostpreußen gehörte.
In Kriegsfolge kam das Dorf 1945 mit dem nördlichen Ostpreußen zur Sowjetunion. Es erhielt 1950 die russische Bezeichnung „Podgorny“ und wurde gleichzeitig in den Dorfsowjet Bolschesselski selski Sowet innerhalb des Rajon Sowetsk eingegliedert. Vor 1988 wurde der Ort verlassen. Im Jahr 1997 wurde der Ort als Podgornoje wieder in das Ortsverzeichnis aufgenommen. Von 2008 bis 2016 gehörte der Ort zur städtischen Gemeinde Nemanskoje gorodskoje posselenije und seither zum Stadtkreis Neman.

### Einwohnerentwicklung
| Jahr | Einwohner |
| ---- | --------- |
| 1910 | 243       |
| 1933 | 234       |
| 1939 | 197       |
| 2002 | 77        |
| 2010 | 45        |

### Amtsbezirk Titschken/Tischken (1874–1945)
Zwischen 1874 und 1945 bestand der Amtsbezirk Titschken (ab 1939: Amtsbezirk Tischken) mit anfangs vierzehn, am Ende noch zehn Orten:
| Name                          | Änderungsname 1938 bis 1946 | Russischer Name | Bemerkungen                                              |
| ----------------------------- | --------------------------- | --------------- | -------------------------------------------------------- |
| Dirwonuppen                   | (ab 1935:) Ackerbach        | Tuschino        |                                                          |
| Endruhnen                     | Wenderoth                   | Wspolje         | 1928 nach Tussainen eingegliedert                        |
| Ickschen                      | Bergdorf (Ostpr.)           | Nikitino        |                                                          |
| Jucknaten                     | Fuchshöhe                   | Makarowo        |                                                          |
| Kleiginnen ab 1913: Kleginnen | Klinnen                     |                 | 1928 nach Pellehnen eingegliedert                        |
| Klingsporn                    |                             | Schurawljowo    |                                                          |
| Lepalothen, Ksp. Ragnit       | Loten                       | Druschinino     |                                                          |
| Mattischken                   | Klingsporn                  | Schurawljowo    |                                                          |
| Nettschunen                   | Dammfelde                   | Tuschino        | 1938 in den Amtsbezirk Raudszen/Rautengrund umgegliedert |
| Palentienen                   | Palen                       | Dubrawino       |                                                          |
| Pellehnen                     | Dreidorf (Ostpr.)           | Schdanki        |                                                          |
| Scheidischken                 | Scheiden (Ostpr.)           | Barwenkowo      |                                                          |
| Titschken                     | Tischken                    | Podgornoje      |                                                          |
| Trumpaten                     | Patingen                    |                 | 1928 nach Pellehnen eingegliedert                        |

## Kirche
Mit überwiegend evangelischer Bevölkerung war Titschken resp. Tischken war 1945 in das Kirchspiel der Kirche Ragnit (russisch: Neman) eingepfarrt. Diese war Teil der Diözese Ragnit im Kirchenkreis Tilsit-Ragnit innerhalb der Kirchenprovinz Ostpreußen der Kirche der Altpreußischen Union. Heute liegt Podgornoje im weitläufigen Einzugsbereich der in den 1990er Jahren neu entstandenen evangelisch-lutherischen Gemeinde in Sabrodino (Lesgewangminnen, 1938 bis 1946 Lesgewangen), die zur Propstei Kaliningrad (Königsberg) der Evangelisch-lutherischen Kirche Europäisches Russland gehört.